# 日本人觉醒反战联盟东枣林旧址
日本人觉醒反战联盟东枣林旧址，位于山西省长治市武乡县韩北乡东枣林村，是一处山西省文物保护单位。
2021年8月4日，日本人觉醒反战联盟东枣林旧址公布为第六批山西省文物保护单位，年代为1939年，近现代重要史迹及代表性建筑类，编号6-342。